# カスパー・ハウザー

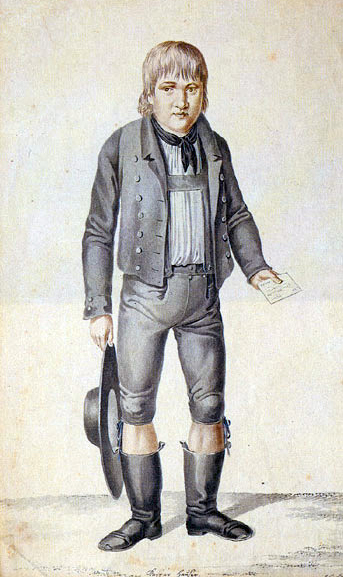
カスパー・ハウザーの肖像画（1828～29年頃）

カスパー・ハウザー（Kaspar Hauser、1812年4月30日? - 1833年12月17日）は、ドイツの孤児。16歳頃に保護されるまで長期にわたり地下の牢獄（座敷牢）に閉じ込められていたとされ、その生い立ちからしばしば野生児に分類される。
発見後に教育を施され言葉を話せるようになり自らの過去などを少しずつ語り出すようになったが、詳細が明らかになる前に何者かによって暗殺されたため、その正体と出生から保護に至るまでの正確な経緯は現在も不明なままである。特異なまでの鋭敏な五感を持っていたことでも有名である。数奇な生涯は専門の研究書から文学、楽曲など様々なジャンルで取り上げられ、殺害現場となったアンスバッハでは現在、祭礼が2年ごとに行われている。

## 発見
1828年5月26日、聖霊降臨祭が終わったばかりのバイエルン王国ニュルンベルクのウンシュリット広場 (Unschlittplatz) ニュールンベルクで、16歳ほどの少年が発見された。身元などいくつか質問をされてもまともに答えられなかったため、少年は衛兵の詰所に連れていかれた。衛兵たちから筆談はどうかと紙と鉛筆を渡された少年は「カスパー・ハウザー」という名前を書いた。
少年はニュルンベルク駐屯第6軽騎兵隊第4中隊勤務のフリードリヒ・フォン・ヴェッセニヒ大尉宛の手紙を携えていた。手紙は誤字や文法の間違いが目立つものであり、内容は、少年のファーストネームはカスパー、誕生日は1812年4月30日、この少年の父親は騎兵であったが既に死去しているとし、父と同じ騎兵に採用してほしいが、手に余れば殺してほしいと書かれていた。
手紙の主についてヴェッセニヒ大尉には何ら心当たりがなく、結局カスパーは孤児として市当局の保護下に入ることになった。
彼の噂が広まるにつれ、多くの法学者、神学者、教育学者たちが彼に関心を持ち、彼らはカスパーにさまざまな検査を施し、また教育を試みた。宗教哲学者ゲオルク・フリードリヒ・ダウマーはカスパーに読み書きを教え、一定の素養を身につけさせることができた。しかしダウマーは彼に死ぬまで神の概念を理解させることはできなかった。また彼の保護・養育にあたった法学者アンゼルム・フォイエルバッハによると、カスパーは当初、肉や牛乳を口にしても吐き出してしまい、パンと水だけをとることができた。また鏡像をつかもうとするなど、通常の生活を送っていれば身につく常識、人間らしさを失っていたという。フォイエルバッハは、カスパーがかなりの長期にわたり孤独な状態で地下の監獄に囚われていたのではないかと推測している。このような特別な人間について記録された数多くの伝記には、そのような者は生まれながらにして暗い小部屋で外部との交渉を絶たれて生活することを余儀なくされ、人間らしさを失っていたとある。
カスパーの感覚機能は発見当初はほとんど麻痺状態であったが、やがて外界のものを知覚できるようになっていった。そこで発揮された知覚の鋭さは異常とも言えるほどのもので、暗闇でも聖書を読めたり色彩を判別できるのみならず、金属を握っただけで鉄や真鍮などその材質を見抜いたり、遠く離れたクモの巣に獲物がかかっていることを言い当てるなど並外れていたとされる。本人のこの能力は、特殊な視覚など一部を除き、一般の食事や生活に順応するにつれ消失していったと記録されている。
その過去は完全な謎に包まれており、かつ特異な感覚能力の持ち主である彼に興味を持つ人々は増える一方であり、群衆の眼前に彼が連れてこられることもあった。その際、カスパー自身は、感覚の過敏さゆえ経験したことのない光と騒音によって痛みを受け苦しんだという。この苦痛も慣れによって徐々に軽減していき、やがてカスパーは多くの人々の前でも平静を保つことができるようになり、ニュルンベルクの人々も彼を受け入れていったが、彼の名前と容貌が知れ渡るにつれある王族に顔が似ていると噂されることになった。これが後の暗殺と関係が深いとされる「バーデン大公後継者説」につながる。

## 暗殺
1833年12月17日、カスパーは正体不明の男に襲われ、その際の刺傷が原因で突如として世を去った。カスパー自身が保護以来自らを語りだし、出自の断片が見え隠れし出したばかりで、犯人による口封じのように2度にわたり襲われて殺された。カスパーの自らについての説明は人前に姿を見せるようになる以前、何年も地下牢を思わせる暗く小さな場に閉じ込められ、おもちゃの馬を与えられてそこで育っていたことと、わずかなことしか言い残さず世を去った。
アンスバッハの法医学者クリスティアン・ヴィルヘルム・アルベルトは、同僚のクリストフ・コッペンと共に法医学解剖を担当した。加えて、医師のヨハン・カール・フォン・ホーアラッヒャーとフリードリヒ・ヴィルヘルム・ハイデンライヒが、専門的なオブザーバーとして招かれていた。
バイエルン国王ルートヴィヒ1世が、殺害者の逮捕のための情報提供者に220,000フローリンの報奨金をつけたが、犯人につながる情報は出てこなかった。2年あまり後に、王宮庭園で刃渡り14cm全長30cmほどのダマスクス刃の（刃身が波刃になっている）諸刃の短剣が発見された。この短剣の刃とカスパーの刺し傷はぴったり一致したという。この刃物はフランス製のシースナイフであることが、1926年に判明した。

## バーデン大公後継者説と後世のハウザー研究
カスパーの存命中から彼の出自についてはさまざまな推測が飛び交っていた。たとえば、フォイエルバッハは1832年にパンフレットを出版して、カスパーがバーデン大公家の世継とする説を唱えた。この説によると、カスパーはバーデン大公カールとステファニー・ド・ボアルネの嫡子であるが、1812年10月にカールスルーエでルイーゼ・カロリーネ・フォン・ホッホベルク（カールと貴賎結婚した人物）の手下により誘拐されており、その目的はカールとルイーゼ・カロリーネの間の息子を大公位に就かせるためである。それに対して、ローレ・シュヴァルツマイヤー（Lore Schwarzmaier）は、そのような隠匿は、大公の経済事情を考えれば到底不可能なことで、そんなことをしようとすれば、保護監督者や面倒を見るための子守り、侍医、当然のことながら乳母とて必要だったはずではなかろうかと反論している。
ウルリケ・レオンハルト（Ulrike Leonhardt）は、これに対し取り替えを有り得ることとし、乳母は出産の際にずっと常にその場にいたわけではなかったため、乳母自身がその孫を取替え、あとから呼ばれてきた医師は、それ以前に子供を目にしておらず、いきなり死んだ子を見せられたにすぎないということを意味しているという。これらの決着は、バーデン大公家が今日に至るまでその一族の記録文書収蔵庫の閲覧を拒んできているので、すべては未解明のままである。

### 証言での監禁の様子について
ネズミやハエが入ってこない清潔な環境で、寄生虫なども確認されず、病気にもかからなかった。暖房は外部で温められるようになっていた。
食べ物は、薬用ハーブのコリアンダーとディルが入った柔らかい白いパンで、切れ込みがあり子供でも食べられるような配慮がされていた。まれに変な味がする水が渡され、飲むと眠ってしまい、起きると髪や爪、ベッドが整えられていた。
おもちゃに2人の木製の兵士、1匹の木製の犬などがあり塗装や飾りがされていた。

### 監禁場所について
- Schloss Pilsach（ドイツ語版） - 作家が購入後、改装工事中に中二階に秘密の部屋を見つけ、新聞に掲載後、自作でカスパー・ハウザーと関連付けて出版した。カスパー・ハウザーが住んでいたという歴史的証拠は確認されていない。
- Schloss Beuggen（ドイツ語版） - カスパー・ハウザーが書いた紋章や創作から関連付けられた。

### 遺伝子分析について
遺伝子情報の分析の手助けを得ても、カスパーの出自は、これまでのところまだ解明されていない。1996年、『シュピーゲル』誌とアンスバッハ市が、遺伝子解析の手助けを借りて、カスパーがはいていたとされるズボン (Unterhose) に残る血痕を分析させた。この調査の結果、ズボンをはいていたとされる人物はバーデン大公国の公子ではないと判明した。
2002年、ヴェストファーレン・ヴィルヘルム大学（ミュンスター大学）の法医学研究所が、カスパーのシルクハットの汗の染みとアンスバッハのカスパー・ハウザー博物館（シュピーゲル誌の調査以後、この展示は終了した）にある髪の毛、ならびに彼の養父アンゼルム・フォン・フォイエルバッハの遺品の中にあった髪の毛を分析した。
この結果、科学者たちの出した結論は、ベルント・ブリンクマン博士の言葉によれば、「現在までの時点では、カスパー・ハウザーがバーデン家の生物学的な近親者であるという結論を出してしまうのはいまだ早計であるといわざるを得ない」ということになった。
2024年、オーストリア内務省の国立DNAデータベース研究所の研究員バルター・パーソンがiScience誌で論文を発表し、ハウザーのミトコンドリアDNAがバーデン大公家の構成員のミトコンドリアDNAと符合しないとの分析結果を発表した。ハウザーと西ヨーロッパの家系に関連があることが確認されたが、この論文ではハウザーの出自を突き止めるには至っていない。

## 文学的な影響

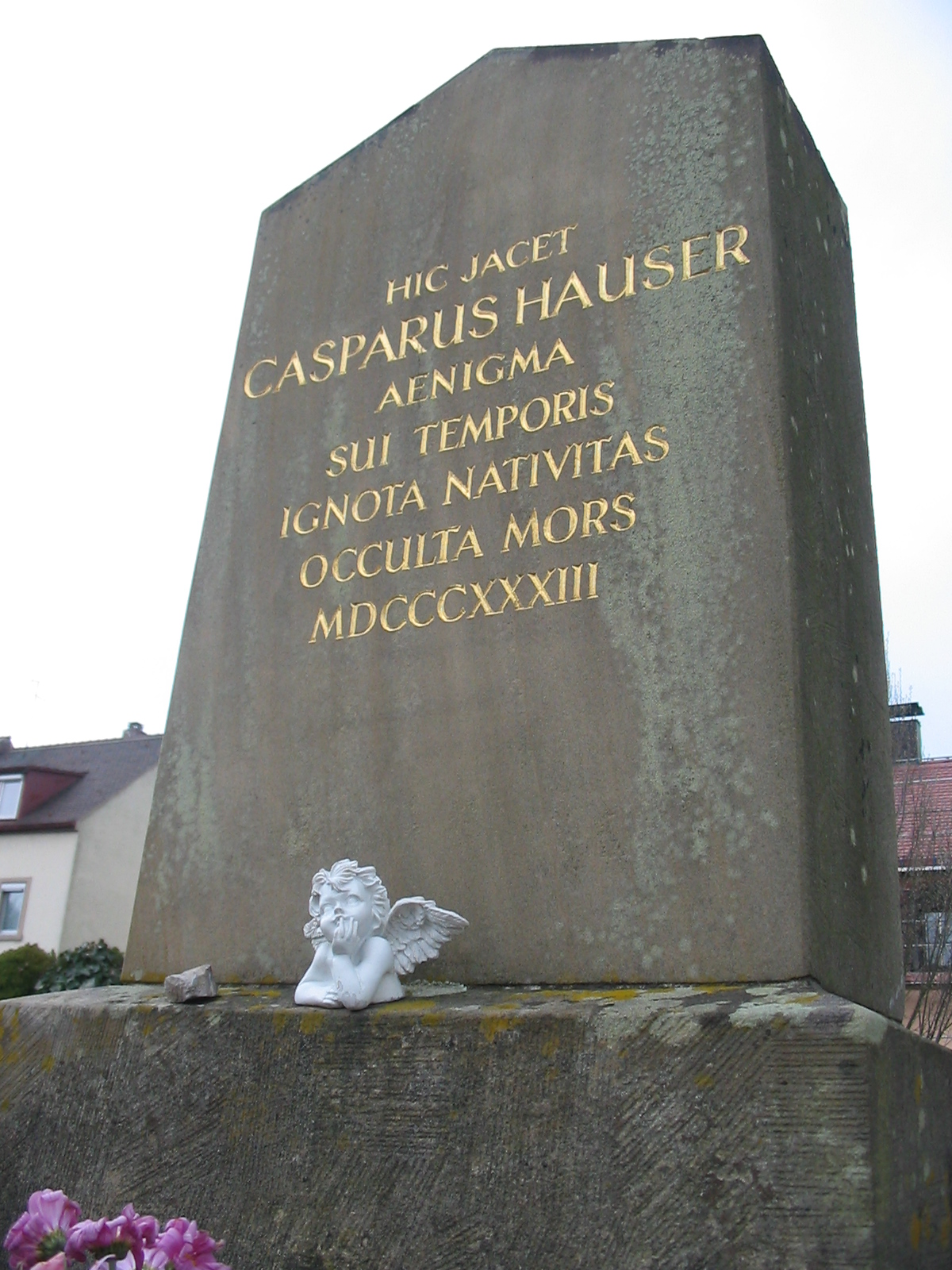
カスパー・ハウザーの墓

カスパー・ハウザー現象は、数多くの科学者、作家、そして映画監督に創造のきっかけを与えた。
その有名な例を挙げれば、フランスのアドルフ・フィリッペ・デネリーの戯曲『カスパー・ハウザー』（1838年）、ヤコブ・ヴァッサーマンの小説『カスパー・ハウザー 心の悲劇』、並びにペーター・ハントケの戯曲『カスパー』（1968年）である。
クルト・トゥホルスキーは、一時カスパー・ハウザーという筆名で執筆していた。ドイツ語のシャンソンでも、ラインハルト・マイのような人も、「カスパー」と題する歌を作曲し歌っている。ヴェルナー・ヘルツォークは、ブルーノ・Sを主演に、『カスパー・ハウザーの謎』（原題 Jeder für sich und Gott gegen alle、1975年）のタイトルでカスパー・ハウザーの物語を映画化した。ペーター・ゼアも、この素材を1993年再度映画化している。タイトルは、『カスパー・ハウザー ― 一人の人間の心的生活への犯罪』で、アンドレ・アイゼルマンの主演によるものである。ペーター・ゼアは、この作品では世継説の立場で物語を作り上げている。また、ベルリンのパンクロックバンドに、カスパー・ハウザーから名をとられた「カスパー・ハウザーバンド」というグループがいる。
アンスバッハでは、2年に1度カスパー・ハウザーフェスティバルが催されている。2002年には、トビアス・ヴァイスとヘイコ・A・ネーァーのミュージカル『カスパー・ハウザー』がアンスバッハのカスパー・ハウザーフェスティバルで初演された。
彼の質素な墓は、アンスバッハ市営墓地で見ることができる。現在の墓石は近年になって建て直されたものであり、王宮庭園内の暗殺現場では1833年12月14日に記念碑が建立され、これはアウグスト・プラーテン通りの起点のところの小さな広場に建っている。マルクグラーフェン博物館では、カスパー・ハウザーについての展示コーナーが設けられた。

## 自然科学的な影響
カスパー・ハウザーの名前は、カスパー・ハウザー実験として行動科学の専門用語のなかに見られる。こうした行動科学の実験で、幼い動物は、正常な経験を剥奪する環境の中で、生まれながらに備わった行動様式から逸脱していくのが観察される。
医学や心理学では、いわゆるカスパー・ハウザー症候群と呼ばれるものがある。これは乳児期や幼児期において、長期間、人間的な接触や愛情のこもったケアや温もりのあるベッドを与えられずに成長し、加えてほとんど社会的、あるいは認知的な刺激を受けることなく成長した者に見られるものである。

## 大衆文化

### 映画
- カスパー・ハウザーの謎 - ヴェルナー・ヘルツォーク監督 (1974年、西ドイツ)
- Kaspar Hauser - Peter Sehr 監督 (1993年、ドイツ）

### 音楽
- ジンギスカンの楽曲 Kaspar Hauser (1980年のアルバム Rom (en) に収録)
- スザンヌ・ヴェガの楽曲 Wooden Horse (Caspar Hauser's Song) (アルバム Solitude Standing　収録)
- ラインハルト・マイの楽曲 Kasper (1969年のアルバム Ankomme Freitag, den 13. に収録)

### 文学
- Jakob Wassermann: Caspar Hauser oder die Trägheit des Herzens. Roman, 1908, Nachdruck Dtv, München 1997, ISBN 3-423-10192-X（歴史小説）
- Otto Flake: Kaspar Hauser, Fischer, Frankfurt/M. 1989, ISBN 3-596-29557-2
- 種村季弘『謎のカスパール・ハウザー』 河出書房新社 1983年 ISBN 978-4309405025（ノンフィクション）
- 森貴史、細川裕史、薄井裕一 『ドイツ奇人街道』「カスパー・ハウザー」2014年 関西大学出版部 ISBN 978-4-87354-586-8（ノンフィクション）